# Arthur Henry Seton Hart-Synnot
Brigadeiro-general Arthur Henry Seton Hart-Synnot CMG DSO* FRGS (1870 — 1942) foi um general do Exército britânico. Sua família tinha uma longa história de serviço militar, seu pai era o major-general Arthur FitzRoy Hart-Synnot, e seu tio, Sr. Reginald Hart, foi condecorado com a Cruz Vitória no Afeganistão. Arthur foi educado na Faculdade de Clifton e na Faculdade Militar Real. Após deixar a Faculdade Militar Real, Hart-Synnot (então Hart) foi comissionado no regimento de Surrey Leste como segundo-tenente em 8 de outubro de 1890. Foi promovido a tenente em 7 de junho de 1892 e a capitão em 21 de junho de 1899. Arthur foi enviado ao Japão e, entre 1907 e 1911, serviu em Honguecongue. Foi promovido a major em 17 de março de 1909.

## Cultura popular
Na década de 1980, aproximadamente oitocentas cartas existentes foram descobertas no Japão, documentando que Hart-Synnot teria mantido uma intensa relação com uma japonesa, com quem teve um filho. Esta correspondência foi tema de uma biografia de 2006, The Sword and the Blossom, de Peter Pagnamenta.